# Marceli Jastrzębiec-Śniadowski
Marceli Jastrzębiec-Śniadowski, ps. „Grot” (ur. 3 stycznia 1878 w Stanisławowie, zm. 15 marca 1927 we Lwowie) – pułkownik artylerii Wojska Polskiego.

## Życiorys
Syn Jana Jastrzębiec-Śniadowskiego i Henryki Anderle von Sylor, córki austriackiego Feldmarschalleutnanta, Roberta Anderle von Sylor. Ukończył gimnazjum i Politechnikę Lwowską z tytułem inżyniera. Z wykształcenia geometra. W ramach zawodu był powoływany jako superarbiter. Pełnił funkcję dyrektora Banku Rolnego we Lwowie.
Twórca kawalerii lwowskiego Sokoła. Wraz z 40 sokolnikami wyruszył do Krakowa po wybuchu I wojny światowej 1914.  Dowódca 5. baterii II dywizjonu 1 pułku artylerii Legionów Polskich. Awansowany do stopnia porucznika z dniem 29 września 1914, do kapitana z dniem 2 lipca 1915 (ze starszeństwem z dniem 13 grudnia 1914). Od połowy stycznia 1916 dowodził I dywizjonem  tegoż pułku. Z dniem 1 listopada 1916 został awansowany do stopnia majora. Od 7 lutego do 18 września 1917 dowódca tegoż pułku. Bliski współpracownik Józefa Piłsudskiego. 
Dekretem Naczelnego Wodza Wojsk Polskich z 12 kwietnia 1919 przyjęty do Wojska Polskiego i zatwierdzony w stopniu podpułkownika i przydzielony do Dowództwa „Wschód” z dniem 1 listopada 1918. Podczas wojny polsko-ukraińskiej twórca, organizator i dowódca artylerii podczas obrony Lwowa. Najwyższy rangą oficer obrony Lwowa po zamachu ukraińskim w 1918 i jeden z jej dowódców. 29 maja 1920 zatwierdzony został w stopniu pułkownika artylerii z dniem 1 kwietnia 1920. Został inspektorem artylerii przy Dowództwie Okręgu Generalnego „Lwów”. Latem 1920 w trakcie wojny polsko-bolszewickiej zorganizował i objął dowództwo nad 205 Ochotniczym pułkiem artylerii polowej w składzie Armii Ochotniczej (pierwszy dowódca kpt. Aleksander Lewicki). W 1922 roku zweryfikowany został w stopniu pułkownika rezerwy artylerii ze starszeństwem z 1 czerwca 1919 roku w korpusie oficerów rezerwowych artylerii. W 1923, 1924 był oficerem rezerwowym 6 pułku artylerii ciężkiej we Lwowie (w 1924 określony jako oficer niezdolny do służby wojskowej). Jako oficer formalnie przydzielony do tej jednostki w 1926 został zwolniony od obowiązku służby wojskowej.
Zmarł 15 lub 17 marca 1927. Pochowany na Cmentarzu Obrońców Lwowa w kwaterze dowódców (kwatera II, miejsce 58). Na skutek różnic poglądów (M. Ś. był zwolennikiem polityki Romana Dmowskiego) popadł w niełaskę u marszałka Józefa Piłsudskiego i nie awansował mimo wybitnych sukcesów bojowych.
Marceli Śniadowski był patronem ulicy we Lwowie (od ul. Kulparkowskiej ku zachodowi) od 1936 do 1950 (przemianowana na ul. Rankova / ukr. Ранкова).

## Odznaczenia
- Krzyż Niepodległości – pośmiertnie (12 maja 1931, za pracę w dziele odzyskania niepodległości)[21]